# Будёновский посёлок
Будёновский посёлок (также Будёновский городок) — жилой массив 1927—1929 годов постройки, расположенный по адресу Большая Почтовая улица, дом 18/20, корпуса 2—12, 15—18, 20 в Басманном районе Центрального административного округа города Москвы.

## История
Название «Будёновский» получил один из рабочих посёлков 1920-х годов, построенный как и прочие по итогам конкурсов Моссовета с использованием типовых жилых секций, и предназначенный для расселения офицерского состава Рабоче-крестьянской Красной армии. 
Авторский коллектив Будёновского посёлка возглавил архитектор Михаил Мотылёв, вместе с которым работали Георгий Мапу из группировки АСНОВА, член Объединения современных архитекторов Александр Фуфаев и одна из первых советских женщин-архитекторов Мария Русакова. 
Оригинальной особенностью планировки Будёновского посёлка стал изогнутый внутренний проезд, пересекающий дворы разной формы, что обеспечивало лучшую инсоляцию зданий и побуждало прохожих воспринимать архитектуру внутри жилого массива в динамике. В посёлке была предусмотрена собственная система социально-бытового обслуживания — ясли, магазины, клуб, библиотека и детский сад. Особая историческая ценность зданий Будёновского посёлка как образца архитектуры периода авангарда обусловлена тем, что городок сохранил оригинальную планировку и окраску краснокирпичных фасадов.
Большинство домов посёлка сохранились в неизменном виде. В советский период помещения детского сада были переоборудованы в общежитие, куда на первые несколько лет заселяли по лимиту работников московских предприятий, прибывших из других городов.
В 1990-х годах 2 дома были реконструированы и надстроены с заменой деревянных перекрытий на бетонные, укреплением фундамента и стен. 
В 2002 году Будёновский посёлок был включён в перечень объектов культурного наследия регионального значения, но переведён в статус объекта историко-градостроительной среды в 2009 году, когда возможность сноса и застройки территории ветшающих рабочих посёлков 1920-х годов, расположенных на территории ЦАО, заинтересовала мэрию Юрия Лужкова. После отставки Лужкова и назначения Сергея Собянина вопрос застройки территории Будёновского посёлка временно потерял актуальность, но в ноябре 2012 года префектура ЦАО вынесла вопрос на обсуждение градостроительной комиссии, мотивируя необходимость сноса удручающим состоянием домов, износ конструкций которых достигал 71 %. 
По настоянию Департамента культурного наследия, указавшего на историко-архитектурную ценность городка, комиссия постановила провести публичные слушания с участием местных жителей. Вместо слушаний был проведён поквартирный опрос, в ходе которого 179 жильцов из 1182 опрошенных поддержали предложение о расселении и сносе, а 990 выступили против. В мае 2013 года комиссия приняла окончательное решение о сохранении Будёновского посёлка.
В 2017 году на основании решений общих собраний собственников 3 из 18 домов Будёновского посёлка были включены в программу реновации жилья. По итогам обсуждений, в которых приняли участие представители Москомархитектуры, Департамента культурного наследия и общественного движения «Архнадзор», столичные власти приняли решение провести реставрацию домов и приспособить их для культурной и просветительской деятельности.